# Gary Meek

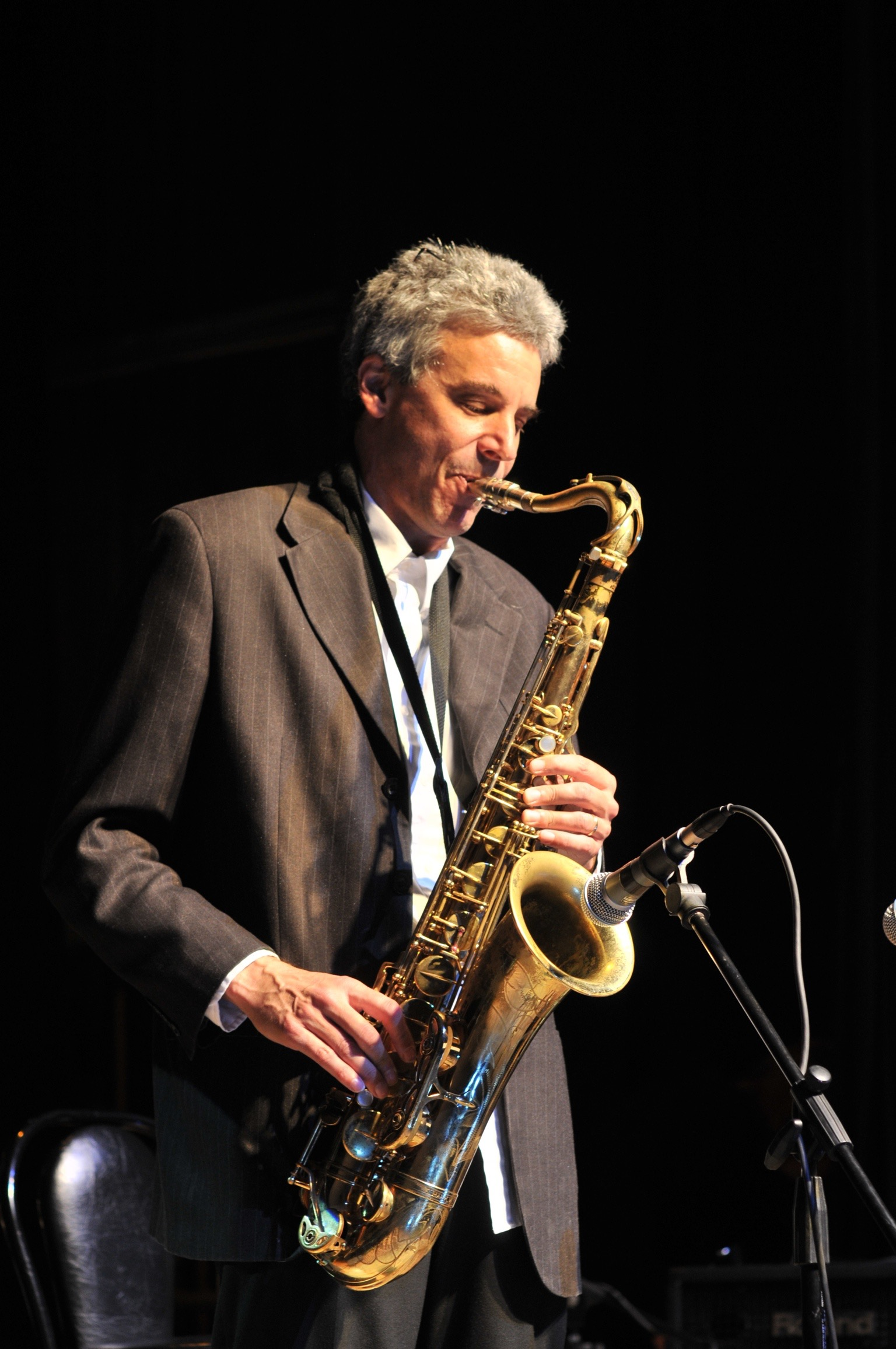
Gary Meek

Gary Meek (* 16. März 1961 in Encino, Kalifornien) ist ein amerikanischer Musiker des Smooth Jazz (Saxophon, Flöte, Klarinette, Keyboard, Komposition).
Meek erhielt ab dem fünften Lebensjahr Klavierunterricht; als Schüler wechselte er zur Klarinette und auf der Highschool dann zum Altsaxophon. 1979/80 studierte er in Los Angeles an der Dick Grove School of Music; anschließend spielte er überwiegend in Clubs dieser Stadt. 1986 ging er mit Dionne Warwick auf eine große internationale Tournee. Danach wurde er Mitglied von Fourth World, dem Quartett von Airto Moreira und Flora Purim, mit dem auch aufnahm; auch war er mit The Gods of Jazz auf der Bühne, zu denen auch Stanley Clarke, Chick Corea und Herbie Hancock gehörten. Er spielte dann bei Jeff Lorber, der als Produzent sein Porträtalbum Gary Meek (1991) ebenso wie die Folgealben Time One (1995) und Good Friends (1997) betreute. Meek wirkte weiterhin an Einspielungen von Sérgio Mendes, Frank Gambale, Alphonse Mouzon, Ottmar Liebert, Kal David, Frank Nimsgern, Gregg Karukas, Robby Krieger, David Benoit, Dave Weckl, Kevyn Lettau und The Rippingtons mit.

## Diskographische Hinweise
- Step 7 (2002, mit Airto Moreira, Flora Purim, Christian Jacob und José Neto)
- Monterey Groove (Autumn Hill, 2021), mit Dave Weckl, Flora Purim und Airto Moreira

## Lexigraphische Einträge
- Martin Kunzler: Jazz-Lexikon. Band 2: M–Z (= rororo-Sachbuch. Bd. 16513). 2. Auflage. Rowohlt, Reinbek bei Hamburg 2004, ISBN 3-499-16513-9.